# Нат Лофтхаус
Натанийл „Нат“ Лофтхаус (на английски: Nathaniel "Nat" Lofthouse) е бивш английски футболист, нападател на националния отбор на Англия и „Болтън Уондърърс“, роден на 27 август 1925 г.

## Футболна кариера
В кариерата си от 1946 до 1960 година, Лофтхаус е играл само за „Болтън“, записвайки в актива си 452 официални мача и 255 гола. С тима той печели купата на футболната асоциация през 1958 година като капитан, като на финала вкарва и двата гола при победата с 2:0 срещу Манчестър Юнайтед. След края на кариерата си нападателят остава свързан с Болтън, заемайки серия длъжности, достигайки и до поста президент на клуба през 1986 г.

## Национален отбор
За националния отбор на Англия Лофтхаус има на сметката си 33 мача и 30 гола в периода 1950-1958 година. С екипа на трите лъва Лофтхаус участва на Световното първенство през 1954 г. На 25 май 1952 г. получава прякора си „Виенският лъв“ при победата на Англия над Австрия с 3:2, където вкарва 2 гола.

## Успехи
- През 1953 година получава наградата „Играч на годината“ (Футболист на годината).

- Прец 1956 г. е голмайстор на Първа дивизия с 30 гола.

- През 1953 г. печели 2 място във финала за Купата на Англия

- 1958 – Носител на Купата на Англия (вкарва и двата гола на финала срещу Манчестър Юнайтед).

- На 22 октомври 1958 година Лофтхаус подобрява задържалия се 47 години рекорд на Вивиан Уудуърд, вкарвайки своя 30-и гол за националия отбор на Англия в мача със СССР в Лондон, в който англичаните побеждават с 5:0.

## Любопитни факти
В Болтън се намира широко известен пъб Виенският лъв, наречен така в чест на Лофтхаус. Намира се на „Чорли Ню Роуд“, срещу британско частно училище.

## Награди
След завършване на кариерата си Лофтхаус получава много награди:
- На 2 декември 1989 г. става Почетен гражданин на Болтън.
- На 1 януари 1994 г. получава Орден на Британската империя.
- На 18 януари 1997 г. Източната трибуна на новия стадион на Болтън, Рийбок Стейдиъм, еполучава неговото име.
- През 2002 г. Лофтхаус става член на Залата на славата на английския футбол.

Умира на 85-годишна възраст в съня си в старчески дом в Болтън.